# ربيع الأول
- السبت
- الأحد
- الاثنين
- الثلاثاء
- الأربعاء
- الخميس
- الجمعة

- 2731 أغسطس 2024
- 281 سبتمبر 2024
- 292 سبتمبر 2024
- 303 سبتمبر 2024
- 14 سبتمبر 2024
- 25 سبتمبر 2024
- 36 سبتمبر 2024
- 47 سبتمبر 2024
- 58 سبتمبر 2024
- 69 سبتمبر 2024
- 710 سبتمبر 2024
- 811 سبتمبر 2024
- 912 سبتمبر 2024
- 1013 سبتمبر 2024
- 1114 سبتمبر 2024
- 1215 سبتمبر 2024
- 1316 سبتمبر 2024
- 1417 سبتمبر 2024
- 1518 سبتمبر 2024
- 1619 سبتمبر 2024
- 1720 سبتمبر 2024
- 1821 سبتمبر 2024
- 1922 سبتمبر 2024
- 2023 سبتمبر 2024
- 2124 سبتمبر 2024
- 2225 سبتمبر 2024
- 2326 سبتمبر 2024
- 2427 سبتمبر 2024
- 2528 سبتمبر 2024
- 2629 سبتمبر 2024
- 2730 سبتمبر 2024
- 281 أكتوبر 2024
- 292 أكتوبر 2024
- 303 أكتوبر 2024
- 14 أكتوبر 2024

شَهْرُ رَبِيعٍ ٱلْأَوَّلُ هو الشهْر الثالث من التقويم الهجري الإسلامي القَمَري، سمي بذلك لأنه صادف موسم الربيع. كان يسمّى في الجاهلية خَوَّان أو خُوَّان. وفي 12 من شهْر ربيع الأول تحتفل بعض طوائف المسلمين بمولد النبي محمد.

## صفة الشهر
الكلمة «الأول» هي صفة للشهر، وليست صفة للربيع، لأن الربيع واحد، وله شهران، شهر ربيع الأول (الأول صفة لكلمة شهر)، وشهر ربيع الآخر (الآخر صفة لكلمة شهر)، وفي تثنية الشهرين يقال «شهرا ربيع»، قال الراعي النميري:
وجمعُ شهر ربيع هو «شهور ربيع أو أشهر ربيع». وربيع الأول وربيع الآخر ورمضان هي الأشهر الثلاثة الوحيدة التي يجوز أن تسبقها كلمة شهر، وقيل: إن العرب التزمت إضافة كلمة شهر إلى شهْرَي ربيعٍ الأولِ والآخِر؛ تمييزًا للشهْرَين من فصل الربيع، فيقال «شهر ربيع الأول»، وشهر ربيع الآخر و «شهر رمضان»، أما باقي الشهور فرأى الجمهور أنه لا يجوز أن يسبقها لفظ الشهر، فلا يقال «شهر صفر» بل «صفر»، ورأى قليل من النحويين أنه تجوز إضافة الشهر إلى كل أسماء الشهور.